# Amaryllis
Amaryllis es un género de plantas herbáceas, perennes y bulbosas pertenecientes a la familia de las amarilidáceas. Este género, oriundo del sur de África, fue descrito por Carlos Linneo en 1753. Desde esta primera descripción, se han incluido en él numerosas especies que más tarde, fueron transferidas a otros géneros. Permaneció siendo un género monotípico durante la mayor parte del siglo XX ya que solo se conocía a Amaryllis belladonna. En 1998, no obstante, la botánica sudafricana Dierdre Snijman descubrió y describió una segunda especie, Amaryllis paradisicola. Comprende 421 especies descritas y de estas, solo 4 aceptadas.
Durante muchos años existió confusión entre los botánicos sobre los nombres genéricos Amaryllis e Hippeastrum, y es que el nombre Amaryllis es utilizado comúnmente para las plantas cultivadas del género Hippeastrum, vendidas ampliamente en los meses de invierno por su habilidad de florecer en interiores.
El género es el único miembro de la subtribu Amaryllidinae. 
Comúnmente conocida como la suegra y la nuera, pues salen mirando cada una para un lado.  

## Taxonomía
El género fue descrito por Carlos Linneo en Species Plantarum 1: 292. 1753. La especie tipo es: Amaryllis belladonna L.	
Amaryllis: nombre genérico que se toma del nombre de la amada en la primera bucólica de Virgilio, Églogas I,5 y ss. "Amaryllida", palabra derivada del griego antiguo, αμαρυσσω, amarisso, "brillo en los ojos".

## Especies aceptadas
A continuación se brinda un listado de las especies del género Amaryllis aceptadas hasta octubre de 2014, ordenadas alfabéticamente. Para cada una se indica el nombre binomial seguido del autor, abreviado según las convenciones y usos.	
- Amaryllis bagnoldii (Herb.) Traub & Uphof.
- Amaryllis belladonna L.
- Amaryllis condemaita Vargas & Pérez.
- Amaryllis paradisicola Snijman.